# Árpád népe
Az Árpád népe egy 2006-ban bemutatott magyar misztikus opera. A mű zeneszerzője Szörényi Levente, szövegét Pozsgai Zsolt írta Fonyódi Tibor Keleten kél a nap című műve alapján. AZ ősbemutatója a Papp László Budapest Sportarénában volt 2006. március 28-án.

## Cselekmény
A mű a 11. század negyvenes éveiben játszódik. Főhősei Vászoly fiai, András és Levente.
|  | Alább a cselekmény részletei következnek! |

István halála után járunk, amikor is Orseolo Péter trónra kerülésekor egyre többen követelik vissza "Árpád népének" képviselőit. Vászoly két fia közül sokan a Kijevbe száműzött Andrásban látják a leendő magyar királyt. András éppen Jaroszlav fejedelem lányával, Anasztáziával lép frigyre, mikor a szertartáson hírt kap az Orseolo Péter ellen növekvő indulatokról. Kijevi csapatok támogatásával indul hazájába a Péter elleni ütközetbe, azonban a várt császári és pápai felmentő seregek elmaradása miatt csúfos vereséget szenved. Ekkor azonban mégis segítséget kap: testvére, Levente és Vata vezetésével megérkeznek a "fekete magyarok", az ősi törzsfők leszármazottai, akik hitük szabad gyakorlását kérik Andrástól a segítség fejében. András ezt meg is ígéri, de a császári és pápai támogatás érdekében mégis szószegésre kényszerül, elárulva ezzel Leventét és a győztes csatát segítő tömegeket. Elszabadulnak az indulatok, megindul a bujdosó magyarok üldözése. A lelkiismeret furdalástól gyötört András a Pilisben bolyong, hogy rátaláljon Leventére, s igazolni tudja tettét és önmagát testvére előtt. Nem tudja, hogy így akaratán kívül a királyi testőrséget is elvezeti testvére búvóhelyére. Rasdi táltosnő, Levente felesége azonban csodát tesz: a bujdosók áttáncolnak, áttűnnek a Fény Birodalmába. Egyedül Levente marad, aki magához akarja venni az Ősi Kardot az arra méltatlanná vált Andrástól.
|  | Itt a vége a cselekmény részletezésének! |

## A műről

### Keletkezése
A mű 2005 decemberében készült el. Alapját Fonyódi Tibor regénye, a Keleten kél a nap adta. A mű a történelmi eseményeket misztikus elemekkel átszőve mutatja be. A szerző szerint műve az árulásról szól, ami utalás avval kapcsolatosan, hogy András se tartja be öccse, Levente ígéretét az ősi hitet érintően. 2006 februárjában vették fel a műhöz a zenei alapot. Ezt a Tom-Tom stúdióban készítették Dorozsmai Péter és Kölcsényi Attila felügyelete alatt, a Honvéd Férfikar, a Budapesti Operettszínház Szimfonikus Zenekara és az Árpád Énekkar koprodukciójában. A terveknek megfelelően az opera CD-változata megjelent a bemutató idejére.

### Bemutatója
Március 17-én a művel kapcsolatban egy sajtótájékoztatót tartottak. Ebben kijelentették, hogy a produkció nehéz helyzetben van: ez egyszeri és megismételhetetlen alkalomból adják elő. Ennek az volt az oka, hogy a darab 260 milliós költségvetéséhez csak az ORTT járult hozzá 140 millió forinttal, másrészről nem érkezett érdeklődés más színház részéről, aki bemutatná a darabot. Így csak két előadása lesz a darabnak a Papp László Budapest Sportarénában: egy főpróba március 26-án és a március 28-ai ősbemutató. Emiatt a művet filmre is rögzítik, hogy a televízióban is leadhassák. Az ősbemutatóra minden jegy elkelt.
Az operát egy 1800 m²-es színpadon adták elő, 20 m magas és 1000 m²-es díszlet előtt (amit 48 óra alatt építettek fel). A darab legnépesebb jelenetében 300 táncos és statiszta jelenik meg és 1500 fő dolgozott a produkción.

## Közreműködők

### Szereplők
Ez a szereplőgárda lépett fel a Papp László Budapest Sportarénában 2006. március 28-án:
- Őse táltos/Árpád szelleme: Miller Lajos
- András herceg, Vászoly fia: Kiss B. Atilla
- Levente herceg, Vászoly legidősebb fia: Feke Pál
- Anasztázia, kijevi hercegnő, András hitvese: Auksz Éva
- Rasdi, táltosnő, Levente kedvese: Újhelyi Kinga
- Vata vezér, a zendülők feje: Molnár László
- Pópa, ortodox pap: Cserhalmi Ferenc
- Mór apát, katolikus pap: Tóth Sándor
- Oszvald, császári főparancsnok: Kaszás Attila
- Lehel; Bulcsú; Laborc szellemei: Kálloy Molnár Péter, Kalapács József, Makrai Pál.

### Alkotók
- Zeneszerző: Szörényi Levente
- Alapmű írója: Fonyódi Tibor
- Szövegíró: Pozsgai Zsolt
- Rendező:  Nagy Viktor
- Producer: Rosta Mária
- Koreográfus: Zsuráfszky Zoltán
- Karmester: Makláry László
- Díszlet: Makovecz Imre, Götz Béla
- Jelmez: Kovács Yvett Alida

Közreműködnek a Budapest Táncegyüttes és Magyar Táncművészeti Főiskola növendékei.

## A mű kritikai visszhangja
"A helyzetet csak azzal lehetne fokozni, ha mindezzel szembesíteném a Nemzet Provokátorát, gondoltam, teljesen hibásan. Az előadásra elcipelt Paizs Miklós ugyanis nem vetett papírra egyetlen, a szólásszabadság határait feszegető verssort sem, viszont sajátosan keveredtek arcán a döbbenet és fáradtság jelei. A végén én is úgy éreztem magam, mint akinek Kerényi Imre helyett a csokornyakkendős Bőhm bácsi tartott gyújtó hangú beszédet. Az Árpád népe ugyanis csak annyira volt provokatív, mint a Szomszédok, ahol megmondják ugyan a tutit, a nézőnek a végén mégsem a forradalom, hanem egy újabb sör jut az eszébe." (Földes András, Index.hu, 2006. március 29.)
"A darab azonban olyannyira gyenge és zavaros, hogy ember legyen a talpán, aki abból kihámozza a lényeget. A sajtótájékoztatón elhangzottak és a műsorfüzet nélkül nehéz lenne megérteni, miről szól, oly mértékben átlengi a miszticizmus, a sok jövő-menő szellem. Lehelé, Bulcsúé, Laborcé és főleg Árpád fejedelemé, aki a végén a makoveczi sziklák közül előtoluló gigantikus lépcső tetejéről intéz szózatot a jövőhöz.
Ami az opera zenéjét illeti, abban aztán végképp semmi örömünk. Szörényi Levente vigyázott rá, nehogy magukkal ragadjanak minket a dallamok, a ritmusok.  A tizenkét szólóénekes, úgy látszik, nem annyira éneklésre kellett, sokkal inkább énekes beszédre, szájbarágós “tanulságok” kimondására."  (Dulai Sándor, Szabad Föld, 2006. április 7.)

## A mű utóélete
A művet 2007 elején mutatta be a Duna TV Antók Tamás rendezésében. Szörényi Levente azt nyilatkozta 2022-ben az ATV-nek, hogy ez a darabot szereti legjobban a szerzeményei közül, mert zenedramaturgiai szempontból ez a legkidolgozottabb. Egyben megerősítette, hogy nem szerez újabb művet. Egy a Mandinernek adott interjújában pedig azt mondta, hogy ezt a darabot mostanában nem veszi elő újra.